# Alborata
In Sicilia l'alborata è un breve sparo di petardi monobotto chiamati Masculi che viene eseguito alle prime luci dell'alba o comunque di mattina presto, generalmente in aperta campagna o in alcune piazze lontane dai centri abitati che annuncia una festività rionale o patronale in una città o in un paese. Può anche annunciare una Sagra con cadenza annuale o una festività anche di contenuto non religioso.  I botti si susseguono con pause di 5/10 secondi e si concludono dopo circa mezz'ora con un brevissimo gioco d'artificio.
L'alborata viene anche chiamata "La Diana",  "Masculiata", "Fuochi Diurni" o ancora "Colpi di Cannone" al centro/sud Italia e  "Colpi Scuri" nelle regioni del nord.
Il tipo di petardo utilizzato oltre a "Masculi" (tipico nome Siciliano) viene chiamato "Bomba da Tiro".
Lo sparo dell'alborata comincia con l'ancorare saldamente a terra dei grossi tubi cavi di metallo che andranno a contenere i petardi, l'addetto allo sparo poi avvicinandosi con una miccia li innesca uno alla volta avendo cura di allontanarsi velocemente mentre una scia di fumo bianca si innalza ad incredibile velocità fino ad una certa altezza dove avviene la deflagrazione lasciando visivamente una nuvoletta di fumo bianca.
L'ultimo petardo che viene lanciato ha la caratteristica di multideflagrazione innescando un susseguirsi di tante piccole esplosioni in aria che ricordano un breve gioco di fuoco.
Sempre in Sicilia, la localitá che per prima ha effettuato l'alborata e ne ha coniato il termine è stata Giardinello, in provincia di Palermo, durante la festa del Santissimo Crocifisso, che si tiene nel mese di agosto.